# Tiro nos Jogos Olímpicos de Verão de 2024 - Pistola de ar 10 m misto por equipes
A competição da pistola de ar 10 m misto por equipes do tiro nos Jogos Olímpicos de Verão de 2024 foi disputada em 27 e 28 de julho de 2024 no Centro de Tiro Esportivo, em Châteauroux. Um total de 34 atiradores de 12 Comitês Olímpicos Nacionais (CON) participaram do evento.

## Calendário
Horário local (UTC+9)
| Data                | Horário | Fase                |
| ------------------- | ------- | ------------------- |
| 29 de julho de 2024 | 9:15    | Qualificação        |
| 30 de julho de 2024 | 9:30    | Disputa pelo bronze |
| 30 de julho de 2024 | 10:00   | Final               |

## Medalhistas
| Ouro   | SRB Damir Mikec e Zorana Arunović      |
| Prata  | TUR Yusuf Dikeç e Şevval İlayda Tarhan |
| Bronze | IND Sarabjot Singh e Manu Bhaker       |

## Recordes
Antes desta competição, os seguintes recordes eram estabelecidos:
| Recordes da qualificação | Recordes da qualificação        | Recordes da qualificação | Recordes da qualificação | Recordes da qualificação |
| ------------------------ | ------------------------------- | ------------------------ | ------------------------ | ------------------------ |
| Recorde mundial          | Manu Bhaker / Saurabh Chaudhary | 587                      | Osijek                   | 26 de junho de 2021      |
| Recorde olímpico         | Manu Bhaker / Saurabh Chaudhary | 582                      | Tóquio                   | 27 de julho de 2021      |

## Resultados

### Qualificação
As duas primeiras equipes após a qualificação avançam para a final; as duas equipes subsequentes avançam para a disputa da medalha de bronze.
| Pos. | Atiradores            | CON               | Séries | Séries | Séries | Total   | Notas |
| Pos. | Atiradores            | CON               | 1      | 2      | 3      | Total   | Notas |
| ---- | --------------------- | ----------------- | ------ | ------ | ------ | ------- | ----- |
| 1    | Şevval İlayda Tarhan  | TUR Turquia       | 97     | 97     | 97     | 582-18x | QO, = |
| 1    | Yusuf Dikeç           | TUR Turquia       | 99     | 98     | 94     | 582-18x | QO, = |
| 2    | Zorana Arunović       | SRB Sérvia        | 97     | 98     | 97     | 581-24x | QO    |
| 2    | Damir Mikec           | SRB Sérvia        | 95     | 98     | 96     | 581-24x | QO    |
| 3    | Manu Bhaker           | IND Índia         | 98     | 98     | 95     | 580-20x | QB    |
| 3    | Sarabjot Singh        | IND Índia         | 95     | 97     | 97     | 580-20x | QB    |
| 4    | Oh Ye-jin             | KOR Coreia do Sul | 97     | 98     | 94     | 579-18x | QB    |
| 4    | Lee Won-ho            | KOR Coreia do Sul | 97     | 96     | 97     | 579-18x | QB    |
| 5    | Li Xue                | CHN China         | 96     | 96     | 98     | 578-19x |       |
| 5    | Zhang Bowen           | CHN China         | 98     | 94     | 96     | 578-19x |       |
| 6    | Josefin Eder          | GER Alemanha      | 96     | 92     | 96     | 577-21x |       |
| 6    | Christian Reitz       | GER Alemanha      | 98     | 98     | 97     | 577-21x |       |
| 7    | Kim Ye-ji             | KOR Coreia do Sul | 99     | 98     | 96     | 577-16x |       |
| 7    | Cho Yeong-jae         | KOR Coreia do Sul | 93     | 94     | 97     | 577-16x |       |
| 8    | Jiang Ranxin          | CHN China         | 96     | 95     | 95     | 576-20x |       |
| 8    | Xie Yu                | CHN China         | 96     | 99     | 95     | 576-20x |       |
| 9    | Doreen Vennekamp      | GER Alemanha      | 96     | 95     | 96     | 576-16x |       |
| 9    | Robin Walter          | GER Alemanha      | 96     | 97     | 96     | 576-16x |       |
| 10   | Rhythm Sangwan        | IND Índia         | 97     | 99     | 92     | 576-14x |       |
| 10   | Arjun Singh Cheema    | IND Índia         | 97     | 93     | 98     | 576-14x |       |
| 11   | Irina Yunusmetova     | KAZ Cazaquistão   | 95     | 95     | 94     | 575-19x |       |
| 11   | Nikita Chiryukin      | KAZ Cazaquistão   | 93     | 98     | 100    | 575-19x |       |
| 12   | Antoaneta Kostadinova | BUL Bulgária      | 97     | 93     | 98     | 574-19x |       |
| 12   | Kiril Kirov           | BUL Bulgária      | 97     | 94     | 95     | 574-19x |       |
| 13   | Olena Kostevych       | UKR Ucrânia       | 96     | 93     | 96     | 572-19x |       |
| 13   | Viktor Bankin         | UKR Ucrânia       | 93     | 97     | 97     | 572-19x |       |
| 14   | Kishmala Talat        | PAK Paquistão     | 97     | 97     | 93     | 571-17x |       |
| 14   | Gulfam Joseph         | PAK Paquistão     | 92     | 98     | 94     | 571-17x |       |
| 15   | Şimal Yılmaz          | TUR Turquia       | 96     | 91     | 96     | 569-24x |       |
| 15   | İsmail Keleş          | TUR Turquia       | 94     | 95     | 97     | 569-24x |       |
| 16   | Agate Rašmane         | LAT Letônia       | 93     | 95     | 92     | 568-13x |       |
| 16   | Lauris Strautmanis    | LAT Letônia       | 94     | 97     | 97     | 568-13x |       |
| 17   | Camille Jedrzejewski  | FRA França        | 96     | 93     | 96     | 565-17x |       |
| 17   | Florian Fouquet       | FRA França        | 91     | 93     | 96     | 565-17x |       |

### Finais
Após 15 séries de tiros, as equipes com as maiores pontuações na disputa pelo ouro e pelo bronze conquistam as respectivas medalhas.
| Pos.                | CON               | Atiradores           | Tiros             | Tiros             | Tiros             | Tiros             | Tiros             | Tiros             | Tiros             | Tiros             | Tiros             | Tiros             | Tiros             | Tiros             | Tiros             | Tiros             | Tiros             | Pontos            |
| Disputa pelo ouro   | Disputa pelo ouro | Disputa pelo ouro    | Disputa pelo ouro | Disputa pelo ouro | Disputa pelo ouro | Disputa pelo ouro | Disputa pelo ouro | Disputa pelo ouro | Disputa pelo ouro | Disputa pelo ouro | Disputa pelo ouro | Disputa pelo ouro | Disputa pelo ouro | Disputa pelo ouro | Disputa pelo ouro | Disputa pelo ouro | Disputa pelo ouro | Disputa pelo ouro |
| ------------------- | ----------------- | -------------------- | ----------------- | ----------------- | ----------------- | ----------------- | ----------------- | ----------------- | ----------------- | ----------------- | ----------------- | ----------------- | ----------------- | ----------------- | ----------------- | ----------------- | ----------------- | ----------------- |
| Medalha de ouro     | SRB Sérvia        | Zorana Arunović      | 8.9               | 10.2              | 9.2               | 10.6              | 8.5               | 10.5              | 10.2              | 9.9               | 10.8              | 10.5              | 9.6               | 10.0              | 10.0              | 10.8              | 9.4               | 16                |
| Medalha de ouro     | SRB Sérvia        | Damir Mikec          | 10.1              | 9.6               | 10.3              | 10.1              | 9.0               | 9.7               | 10.3              | 9.2               | 9.3               | 9.9               | 10.2              | 10.0              | 10.0              | 10.5              | 10.7              | 16                |
| Medalha de ouro     | SRB Sérvia        | Total                | 19.0              | 19.8              | 19.5              | 20.7              | 17.5              | 20.2              | 20.5              | 19.1              | 20.1              | 20.4              | 19.8              | 20.0              | 20.0              | 21.3              | 20.1              | 16                |
| Medalha de prata    | TUR Turquia       | Şevval İlayda Tarhan | 9.3               | 9.6               | 9.4               | 10.7              | 9.3               | 9.3               | 10.1              | 10.4              | 10.0              | 10.2              | 7.3               | 10.0              | 9.9               | 9.7               | 10.2              | 14                |
| Medalha de prata    | TUR Turquia       | Yusuf Dikeç          | 9.0               | 10.3              | 10.2              | 10.6              | 10.1              | 10.6              | 9.9               | 10.5              | 9.2               | 9.5               | 10.8              | 10.7              | 10.4              | 10.6              | 9.1               | 14                |
| Medalha de prata    | TUR Turquia       | Total                | 18.3              | 19.9              | 19.6              | 21.3              | 19.4              | 19.9              | 20.0              | 20.9              | 19.2              | 19.7              | 18.1              | 20.7              | 20.3              | 20.3              | 19.3              | 14                |
| Disputa pelo bronze |                   |                      |                   |                   |                   |                   |                   |                   |                   |                   |                   |                   |                   |                   |                   |                   |                   |                   |
| Medalha de bronze   | IND Índia         | Manu Bhaker          | 10.2              | 10.7              | 10.4              | 10.7              | 10.5              | 10.0              | 10.6              | 8.3               | 10.0              | 10.5              | 9.6               | 10.6              | 9.4               | —                 | —                 | 16                |
| Medalha de bronze   | IND Índia         | Sarabjot Singh       | 8.6               | 10.5              | 10.4              | 10.0              | 9.6               | 10.2              | 9.4               | 10.2              | 10.5              | 10.3              | 9.7               | 10.2              | 10.2              | —                 | —                 | 16                |
| Medalha de bronze   | IND Índia         | Total                | 18.8              | 21.2              | 20.8              | 20.7              | 20.1              | 20.2              | 20.0              | 18.5              | 20.5              | 20.8              | 19.3              | 20.8              | 19.6              | —                 | —                 | 16                |
| 4                   | KOR Coreia do Sul | Oh Ye-jin            | 10.4              | 10.0              | 9.1               | 9.9               | 9.8               | 9.8               | 9.9               | 10.4              | 9.7               | 9.6               | 9.0               | 10.2              | 9.5               | —                 | —                 | 10                |
| 4                   | KOR Coreia do Sul | Lee Won-ho           | 10.1              | 9.9               | 10.7              | 10.6              | 9.7               | 10.8              | 9.8               | 10.3              | 10.7              | 9.8               | 10.8              | 10.8              | 9.0               | —                 | —                 | 10                |
| 4                   | KOR Coreia do Sul | Total                | 20.5              | 19.9              | 19.8              | 20.5              | 19.5              | 20.6              | 19.7              | 20.7              | 20.4              | 19.4              | 19.8              | 21.0              | 18.5              | —                 | —                 | 10                |